# Кубок Ізраїлю з футболу 2000—2001
Кубок Ізраїлю з футболу 2000–2001 — 62-й розіграш кубкового футбольного турніру в Ізраїлі. Титул здобув Маккабі (Тель-Авів).

## Регламент
Кубкова стадія складається з двох раундів: регіонального та національного, саме з національного раунду (1/16 фіналу) стартують клуби Прем'єр-ліги.

## 1/16 фіналу
| Команда 1                   | Рахунок      | Команда 2                      |
| --------------------------- | ------------ | ------------------------------ |
| 6 березня 2001              |              |                                |
| Маккабі (Тель-Авів)         | 7:2          | Іроні Офакім (5)               |
| Маккабі Рамат Амідар (4)    | 0:1          | Хапоель (Тель-Авів)            |
| Бейтар Шишмон Тель-Авів (3) | 2:1          | Хапоель (Мадж-ель-Курум) (3)   |
| Бней-Єгуда                  | 6:0          | Хапоель Асі Гілбоа (5)         |
| Хапоель (Беер-Шева) (2)     | 3:2 дч       | Бейтар (Єрусалим)              |
| Хапоель (Єрусалим) (2)      | 1:1 пен. 1:4 | Хапоель (Ашкелон) (3)          |
| Хапоель (Хайфа)             | 3:1          | Бней Сахнін (2)                |
| Ашдод                       | 2:2 пен. 5:6 | Хапоель Цафрірім (Холон)       |
| Маккабі (Петах-Тіква)       | 5:1          | Маккабі (Шараїм) (3)           |
| Хапоель (Бейт-Шеан) (2)     | 1:1 пен. 2:4 | Маккабі (Герцлія) (2)          |
| Бейтар (Беер-Шева) (2)      | 1:0          | Хапоель (Петах-Тіква)          |
| Хапоель (Кфар-Сава) (2)     | 3:4          | Маккабі Іроні (Кір'ят-Ата) (2) |
| Маккабі Ахі (Назарет) (2)   | 4:2          | Хапоель (Рамат-Ган) (2)        |
| Маккабі (Нетанья)           | 3:0          | Хакоах Маккабі Рамат-Ган (2)   |
| 7 березня 2001              |              |                                |
| Маккабі (Кір’ят-Гат) (2)    | 1:2 дч       | Хапоель (Рішон-ле-Ціон)        |
| Маккабі (Хайфа)             | 4:0          | Хапоель (Тайбе) (3)            |

## 1/8 фіналу
| Команда 1                      | Рахунок | Команда 2                   |
| ------------------------------ | ------- | --------------------------- |
| 13 березня 2001                |         |                             |
| Бейтар (Беер-Шева) (2)         | 0:1     | Хапоель (Тель-Авів)         |
| Маккабі Іроні (Кір'ят-Ата) (2) | 2:1     | Бейтар Шишмон Тель-Авів (3) |
| Хапоель (Ашкелон) (3)          | 0:3     | Хапоель (Беер-Шева) (2)     |
| Хапоель (Хайфа)                | 0:2     | Маккабі (Петах-Тіква)       |
| Маккабі (Герцлія) (2)          | 1:4     | Хапоель (Рішон-ле-Ціон)     |
| Маккабі (Нетанья)              | 3:1     | Бней-Єгуда                  |
| 20 березня 2001                |         |                             |
| Маккабі (Тель-Авів)            | 3:0     | Маккабі Ахі (Назарет) (2)   |
| 5 квітня 2001                  |         |                             |
| Маккабі (Хайфа)                | 3:0     | Хапоель Цафрірім (Холон)    |

## 1/4 фіналу
| Команда 1                      | Рахунок | Команда 2             |
| ------------------------------ | ------- | --------------------- |
| 10 квітня 2001                 |         |                       |
| Хапоель (Рішон-ле-Ціон)        | 2:5     | Хапоель (Тель-Авів)   |
| Хапоель (Беер-Шева) (2)        | 1:2     | Маккабі (Хайфа)       |
| Маккабі Іроні (Кір'ят-Ата) (2) | 0:2     | Маккабі (Петах-Тіква) |
| Маккабі (Нетанья)              | 0:2     | Маккабі (Тель-Авів)   |

## 1/2 фіналу
| Команда 1             | Рахунок | Команда 2           |
| --------------------- | ------- | ------------------- |
| 9 травня 2001         |         |                     |
| Маккабі (Петах-Тіква) | 3:2 дч  | Маккабі (Хайфа)     |
| Хапоель (Тель-Авів)   | 0:2     | Маккабі (Тель-Авів) |

## Фінал
| 22 травня 2001 |

| Маккабі (Тель-Авів)              | 3:0      | Маккабі (Петах-Тіква) |
| -------------------------------- | -------- | --------------------- |
| Голдберг 56' Бітон 76' Німні 90' | Протокол |                       |

| Стадіон «Рамат-Ган», Рамат-Ган Глядачів: 38 000 Арбітр: Ейтан Табрізі |